# Thomas Culpeper

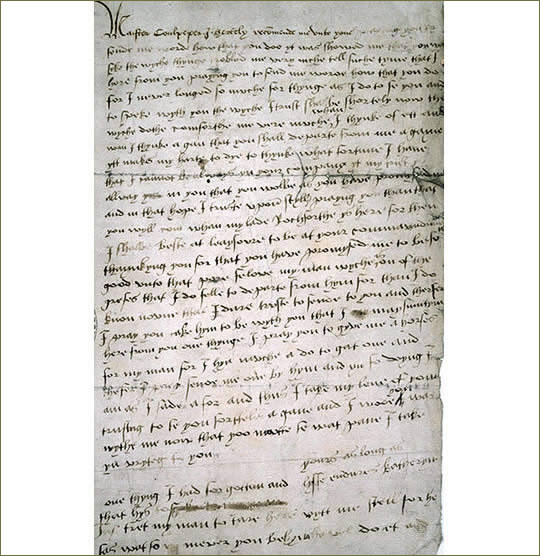
Carta de Catalina Howard a Thomas Culpeper, que fuera prueba concluyente de la infidelidad de la reina.

Thomas Culpeper (c.1514 – 10 de diciembre de 1541) fue un caballero y cortesano de Enrique VIII, rey de Inglaterra, y amante de su quinta esposa Catalina Howard; fue hijo de Alexander Culpeper y de su segunda esposa, Constance Chamberlayn.

## Servicio real
Culpeper era un pariente lejano de la Casa Howard, muy poderosa en la corte inglesa tras la caída del Cardenal Wolsey y durante el reinado de la segunda esposa de Enrique VIII, Ana Bolena. Se dice que Culpeper estuvo al servicio del rey durante el reinado de Ana Bolena, pero no existe registro de encuentros con ella o con la siguiente reina, Juana Seymour, lo que sugiere que el joven podría haber aparecido en la corte alrededor del año 1537. 
Thomas era muy atractivo. Fue descrito como un «bellísimo joven» y era uno de los favoritos del rey, que lo nombró Mayordomo de la Cámara Privada, posición de mucho prestigio ya que implicaba una cercanía íntima con el soberano, atendiendo tareas tales como vestirlo y desvestirlo, e incluso velar su sueño durmiendo en la misma habitación. Formó parte del exclusivo círculo de caballeros que recibieron a Ana de Cleves, cuarta esposa del rey, cuando llegó a Inglaterra.

## Relación con Catalina Howard
Culpeper llamó la atención de la joven quinta esposa del rey, Catalina Howard. Desde 1541 ambos pasaron mucho tiempo juntos, muchas veces solos en la noche, bajo la vigilancia de Jane Rochford, dama de honor de Catalina y viuda de Jorge Bolena, hermano de la difunta reina. 
No está claro si su relación con Catalina se debía únicamente al afecto y la atracción o a ambiciones políticas; el rey tenía solamente un heredero varón y estaba cada día más viejo y enfermo; en ese caso, ser el favorito de una Reina Madre habría significado una posición de mucho poder.

## Caída y ejecución
Comentarios sobre el pasado poco casto de Catalina llegaron a oídos de Thomas Cranmer, arzobispo de Canterbury, que descubrió al menos dos hombres en su pasado y acabó por llegar hasta Thomas, que fue de inmediato arrestado. La reina y él negaron tener una relación, pero una carta de la soberana demostró que entre ambos había una relación sexual. En la carta Catalina declaraba además sus sentimientos. Además, la reina no había ocultado su relación a su círculo íntimo, quienes confirmaron la aventura.
Bajo tortura, Thomas finalmente confesó. En diciembre de 1541, Thomas Culpeper fue procesado junto a Francis Dereham, que había sido amante de Catalina antes de casarse con Enrique. Ambos fueron encontrados culpables y debían ser colgados, emasculados, eviscerados, decapitados y cortados en pedazos. Debido a su cercanía con el rey, Culpeper obtuvo la gracia de ser solamente decapitado.
Fue ajusticiado junto con Dereham en Tyburn el 10 de diciembre de 1541; sus cabezas fueron expuestas sobre el Puente de Londres. Fue sepultado en la iglesia de St Sepulchre-without-Newgate en Londres. La reina Catalina y Jane Rochford fueron decapitadas el 13 de febrero del año siguiente.